# Władysław Strzemiński
Władysław Strzemiński (Minsk, 21 november 1893 – Łódź, 26 december 1952) was een Poolse schilder. Hij geldt als de theoreticus en een belangrijke vertegenwoordiger van het constructivisme in Polen.

## Leven en werk[1]

### 1893-1918
Strzemiński werd geboren in Wit-Russische hoofdstad Minsk en werd op elfjarige leeftijd kadet van een militaire opleiding in Moskou. Van 1911 tot 1914 studeerde hij aan een militaire ingenieursopleiding (Военно-инженерном училище) in Sint-Petersburg. Hij was niet in kunst geïnteresseerd en richtte zich naar de wens van zijn familie op een militaire carrière. In 1914 werd hij, een maand voor het uitbreken van de Eerste Wereldoorlog, als officier aangesteld. 
In 1916 raakte hij ernstig gewond en werd hij gedurende twee jaar in een militair hospitaal in Moskou verpleegd. Hij verloor een arm en een been, alsmede het zicht van één oog. In het hospitaal maakte hij kennis met de jonge Katarzyna Kobro, een vrijwilligster, die beeldhouwkunst wilde studeren en hem ertoe aanzette over kunst na te denken. Zij zou later zijn vrouw worden.

### 1918-1929
Strzemiński ging in 1918 studeren aan een vrije studio in Moskou (SVOMAS), waar hij kennismaakte met Kazimir Malevitsj en Vladimir Tatlin. Hij ontmoette later Katarzyna Kobro weer, die zich na sluiting van de school voor schilderkunst, beeldhouwkunst en architectuur in Moskou, bij dezelfde studio aanmeldde. De opleiding was niet naar de zin van Strzemiński en zijn constructivistische schilderijen en reliëfs werden al geëxposeerd in Moskou, Rjazan en Vitebsk. Hij verliet Moskou en verhuisde naar zijn geboortestad Minsk, waar hij werk vond en exposeerde. Nog weer korte tijd later ging hij naar Smolensk en doceerde aan een kunstopleiding. Hij werd door zijn werk een collega en vriend van Malevitsj, die in Vitebsk werkte. Toen Malevitsj daar de kunstenaarsgroepering UNOVIS, ter promotie van de moderne kunst stichtte, was Strzemiński een van de medeoprichters en een actief lid. Katarzyna Kobro kwam naar Smolensk, vond er een baan, startte haar loopbaan als beeldhouwster en werkte met Strzewiński samen. Zij stichtten een lokale afdeling van UNOVIS en in 1921 traden zij in het huwelijk. UNOVIS werd in 1922 ontbonden en vele kunstenaars vertrokken uit Rusland. Wassily Kandinsky en El Lissitzky gingen naar Duitsland en Marc Chagall verhuisde naar Frankrijk.
Eind 1921 vertrok het echtpaar, illegaal, naar Vilnius, dat onder Pools bestuur stond (Vilniusgebied). Zij woonden bij familie van Strzemiński, maar Katarzyna Kobro reisde door naar Riga, waar haar familie woonde. Hij nam deel aan de expositie Erste Russische Kunstaustellung bij Galerie van Diemen in Berlijn en in 1923 was zijn werk te zien in het Stedelijk Museum in Amsterdam. Rond 1924 voegde zij zich weer bij Strzemiński, die al diverse activiteiten in Polen had ondernomen. Zij huwden, nu kerkelijk, in Vilnius, waarna Kobro de Poolse nationaliteit verkreeg. Het echtpaar woonde eerst in Szczekociny en daarna in Koluszki, dichtbij Łódź, waar Kobro tot 1931 les gaf aan een gymnasium en een technische school. Zij sloten zich aan bij de in 1924 opgerichte kunstenaarsgroepering Blok (Grupa Kubistow, Konstruktywistow i Suprematystow - 1924-1926), waarvan naast Strzemiński vooral avantgardistische kunstenaars uit Warschau lid werden, zoals Henryk Berlewi, Henryk Stażewski, Teresa Żarnower en Mieczysław Szczuka. Strzemiński schreef vele artikelen in het gelijknamige blad Blok, waaronder het artikel B=2 waarin hij de principes van zijn theorie over het Unisme (Unizm) uiteenzette. In 1924 nam hij deel aan tentoonstellingen van Blok in Warschau, Riga en Brussel.
Eind 1924 verlieten Kobro en Strzemiński Blok weer. Het werk van Kobro werd weinig begrepen, ook niet door de Blok-kunstenaars, en in 1926 werd aansluiting gevonden bij een groep architecten verenigd in de groepering Praesens (1926-1929). Een eerste Poolse expositie vond in 1926 plaats in de Zachęta Gallery in Warschau. De kritieken waren zeer afwijzend: Van de negen "sculpturen" van mevrouw K. Kobro-Strzemiński verdient slechts één beeld die naam, het houten beeld. Strzemiński bleef haar werk fervent verdedigen en de samenwerking tussen de twee was optimaal. In 1927 had Strzemiński een solo-expositie in Warschau. Zijn werk maakte deel uit van de tentoonstelling The Machine Age in New York. In 1928 nam hij deel aan de Salon d'Automne in Parijs en er volgden nog tentoonstellingen in 1928 en 1929 met Praesens, die te zien waren in België (Brussel) en Nederland (Den Haag en Amsterdam). Zijn artikel Unisme in de schilderkunst (Unizm wmalarstwie) verscheen als derde uitgave van de Praesens Bibliotheek (met een omslag ontworpen door Henryk Stażewski). In 1929 verlieten Stremiński, Kobro en Stażewski Praesens, waarna de groep werd opgeheven.

### 1930-1945
In 1929 was Strzemiński medeoprichter van de kunstenaarsgroepering Grupa "a.r." (1929-1936), waartoe onder anderen naast de beeldende kunstenaars Katarzyna Kobro, Henryk Stażewski en Karol Hiller, de dichters Julian Przyboś en Jan Brzękowski toetraden. Een van de initiatieven, waaraan hij meewerkte was de internationale collectie van moderne kunst, die onderdak vond in het Kunstmuseum van Łódź. In 1931 verhuisde het echtpaar naar Łódź en in hetzelfde jaar werd een uitnodiging tot deelname aan exposities geaccepteerd van Abstraction-Création. In 1936 werd hun dochter Nika geboren en aan Kobro's artistieke carrière kwam een eind. Vanaf 1937 werd Strzemiński het werken bemoeilijkt door lastercampagnes in de pers en hij kreeg geen uitnodigingen meer voor deelname aan exposities in Polen. In 1937 werden zijn werken nog getoond bij de expositie Konstruktivisten in de Zwitserse stad Bazel. Bij het uitbreken van de Tweede Wereldoorlog week de familie uit naar Wilejka in het oosten van Polen (thans Wit-Rusland). Zij bleven daar van september 1939 tot mei 1940. Zij keerden terug naar het door de Duitsers bezette Łódź en woonden eerst bij vrienden en later in een klein appartement. Uit de kelder van hun vroegere woning werden schilderijen van Strzemiński in veiligheid gebracht. Gedurende de oorlogsjaren maakte hij series tekeningen. Zijn werk werd in 1944 getoond tijdens de tentoonstelling Konkrete Kunst in Bazel. In januari 1945 ontruimden de Duitsers Łódź en de familie keerde terug naar hun woning. De geredde werken van Strzemiński en de restanten van het werk van Kobro werden overgedragen aan het Kunstmuseum van Łódź. Later in het jaar werd het huwelijk van Strzemiński met Kobro ontbonden.

### Na 1945

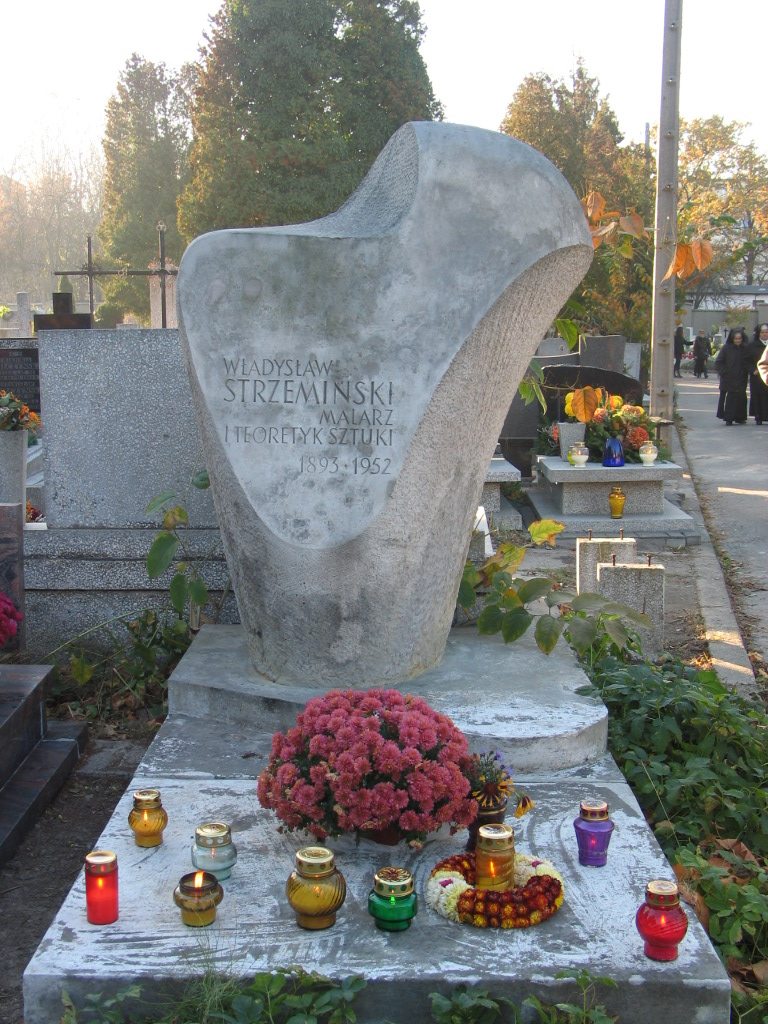
Graf van Strzemiński in Łódź

Tot 1949 kon Strzemiński vrij werken, hij produceerde theoretische artikelen, schilderde en was zeer actief als kunstdocent: in 1945 was hij een van de oprichters van de kunstacademie van Łódź (Państwowa Wyższa Szkoła Sztuk Plastycznych). In 1948 werd het Kunstmuseum van Łódź heropend en de Sala Neoplastyczna (De Stijl-zaal) door Strzemiński ingericht met werken van de Grupa "a.r.". In 1949 deed het stalinisme zijn intrede in Polen en de avantgardistische kunstuitingen moesten wijken voor socialistisch realistische, door de staat voorgeschreven, kunst. De pogingen van Strzemiński werk te produceren, dat binnen de toegestane normen bleef, waren vruchteloos. De kunstacademie waaraan hij doceerde werd het slachtoffer van repressie. Strzemiński was een van de mikpunten en de school kreeg op 19 januari 1950 de opdracht hem te ontslaan. Hij werd ook uit de kunstenaarsbond gezet. Eind 1951 werd Strzemiński in een ziekenhuis opgenomen, waar hij op 26 december 1952 aan de gevolgen van tuberculose overleed. Een studie waar hij in het ziekenhuis nog aan had gewerkt bleef onafgemaakt en een ontwerp voor een reliëf werd, ondanks een groot aantal voorstanders, vlak voor zijn dood door de autoriteiten afgekeurd en vernietigd. De werken van Strzemiński en Katarzyna Kobro en alle andere abstracte kunstenaars werden uit de zalen van het Kunstmuseum van Łódź verwijderd en verdwenen voor jaren in het museumdepot.
Na de stalinistische periode kwamen de werken van Strzemiński en Kobro weer tevoorschijn. Een eerste expositie vond plaats in december 1956 in een kunstcentrum in Łódź, in 1957 gevolgd door een tentoonstelling in Galerie Zachęta in Warschau. Talloze internationale solo- en groepstentoonstellingen volgden in Europa en de Verenigde Staten.
De kunstacademie van Łódź draagt sinds 1988 Strzemiński's naam (Akademia Sztuk Pięknych im. Władysława Strzemińskiego w Łodzi).